# Église simultanée Saint-Étienne de Wangen
L'église simultanée Saint-Étienne est un monument historique situé à Wangen, dans le département français du Bas-Rhin.

## Localisation

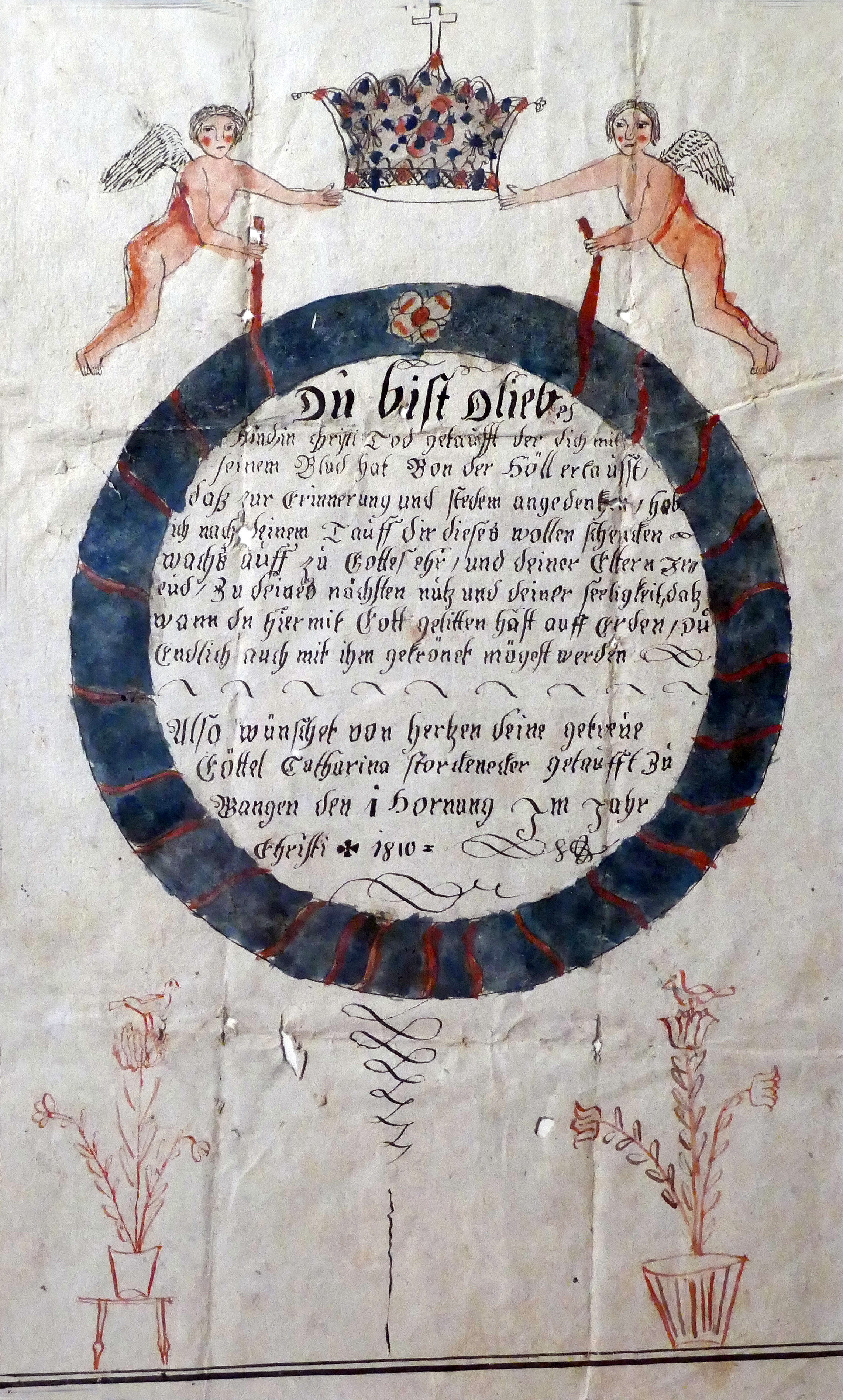
Lettre de baptême manuscrite (1810).

Ce bâtiment est situé à Wangen.

## Historique
L'édifice, datant du XIIIe siècle, fait l'objet d'une inscription au titre des monuments historiques depuis 1999.

## Architecture

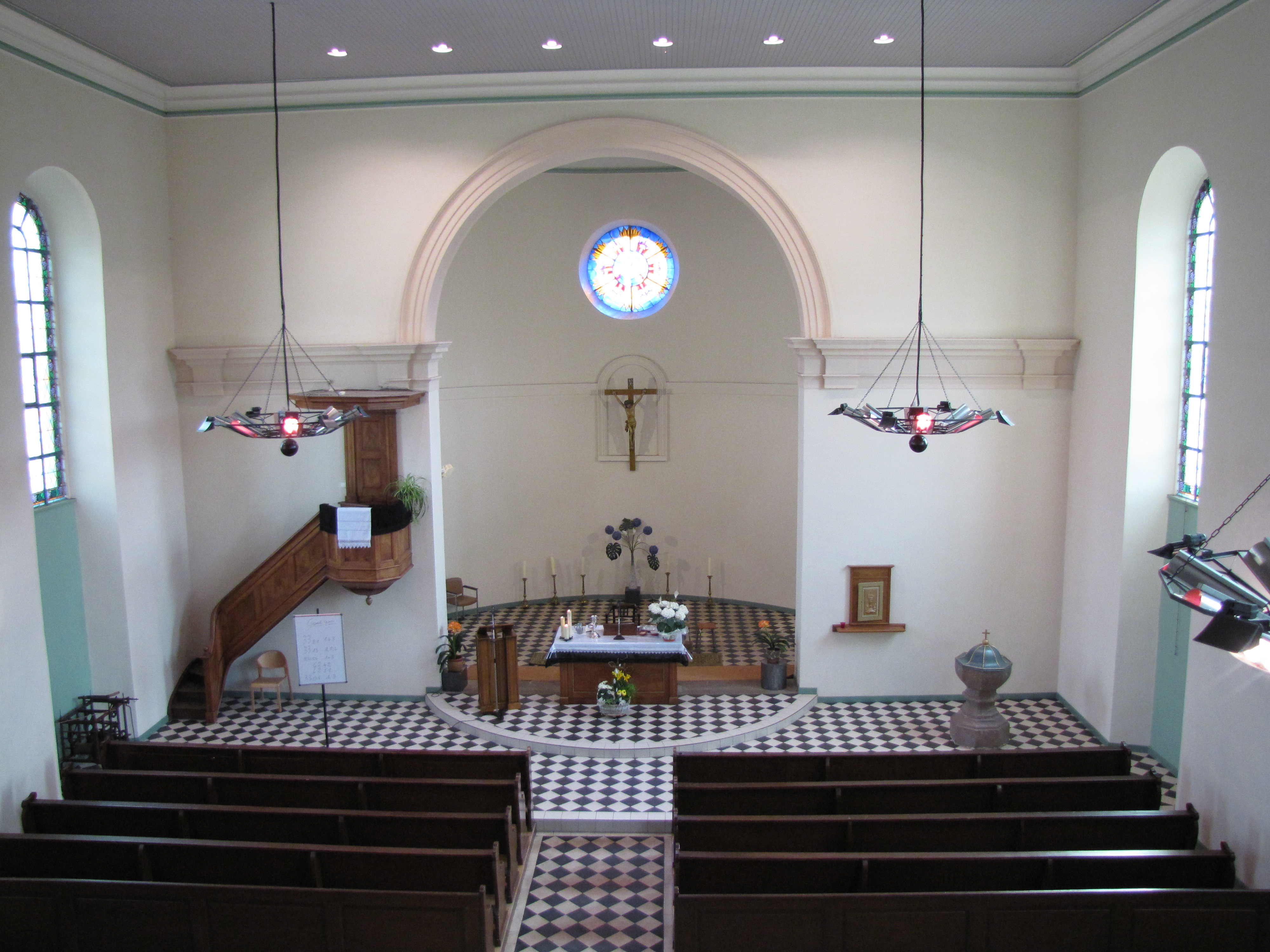
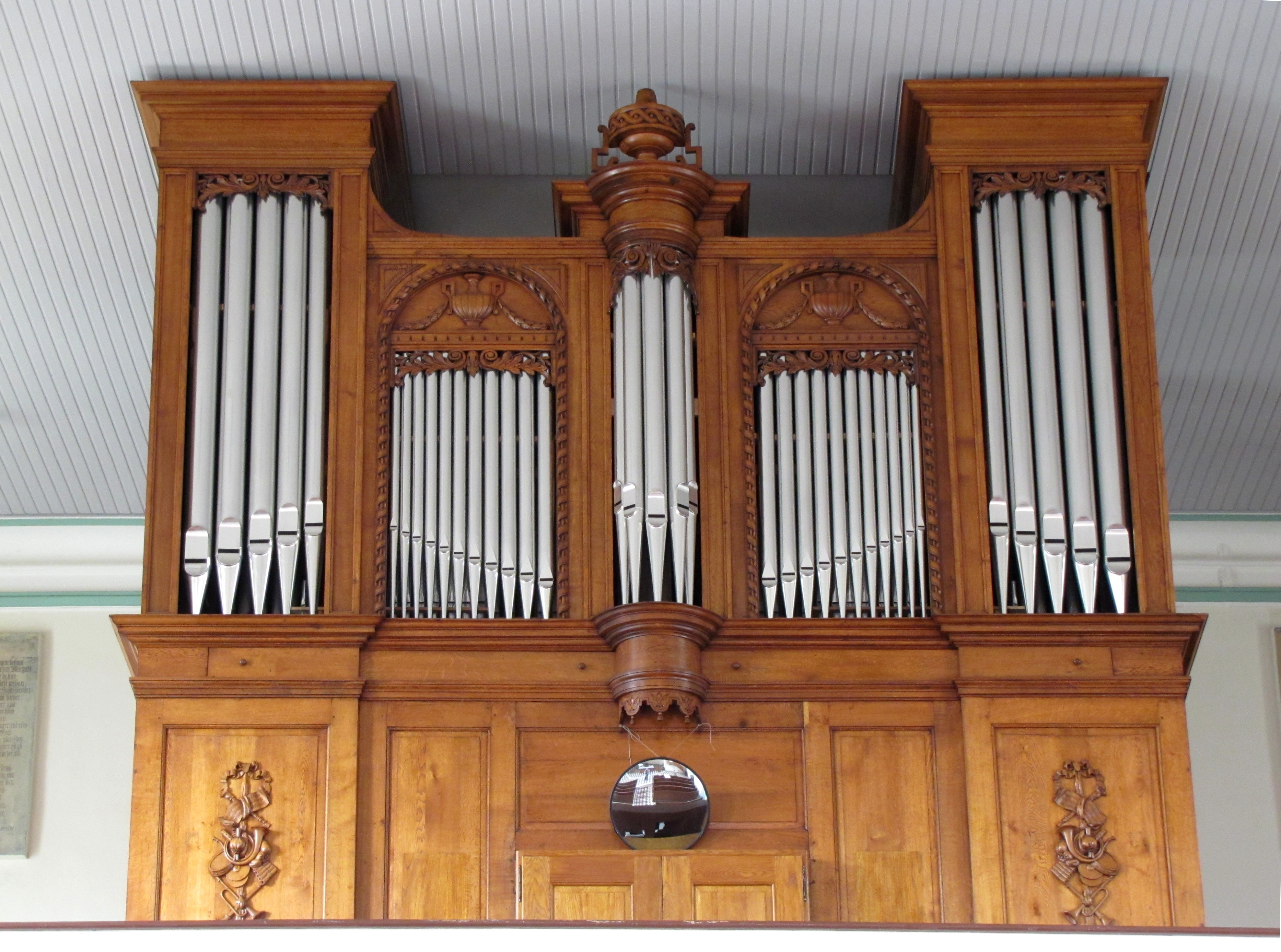
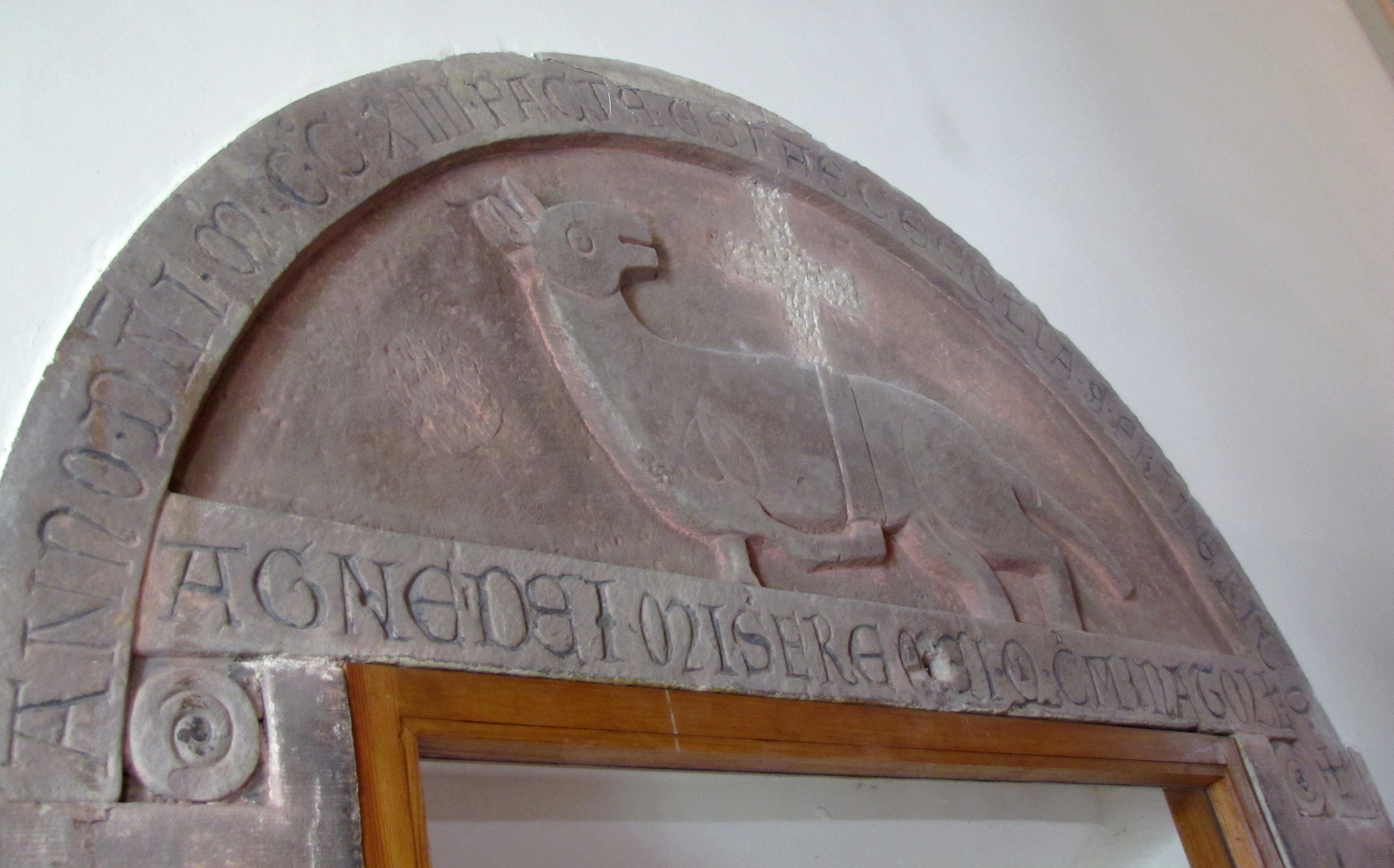
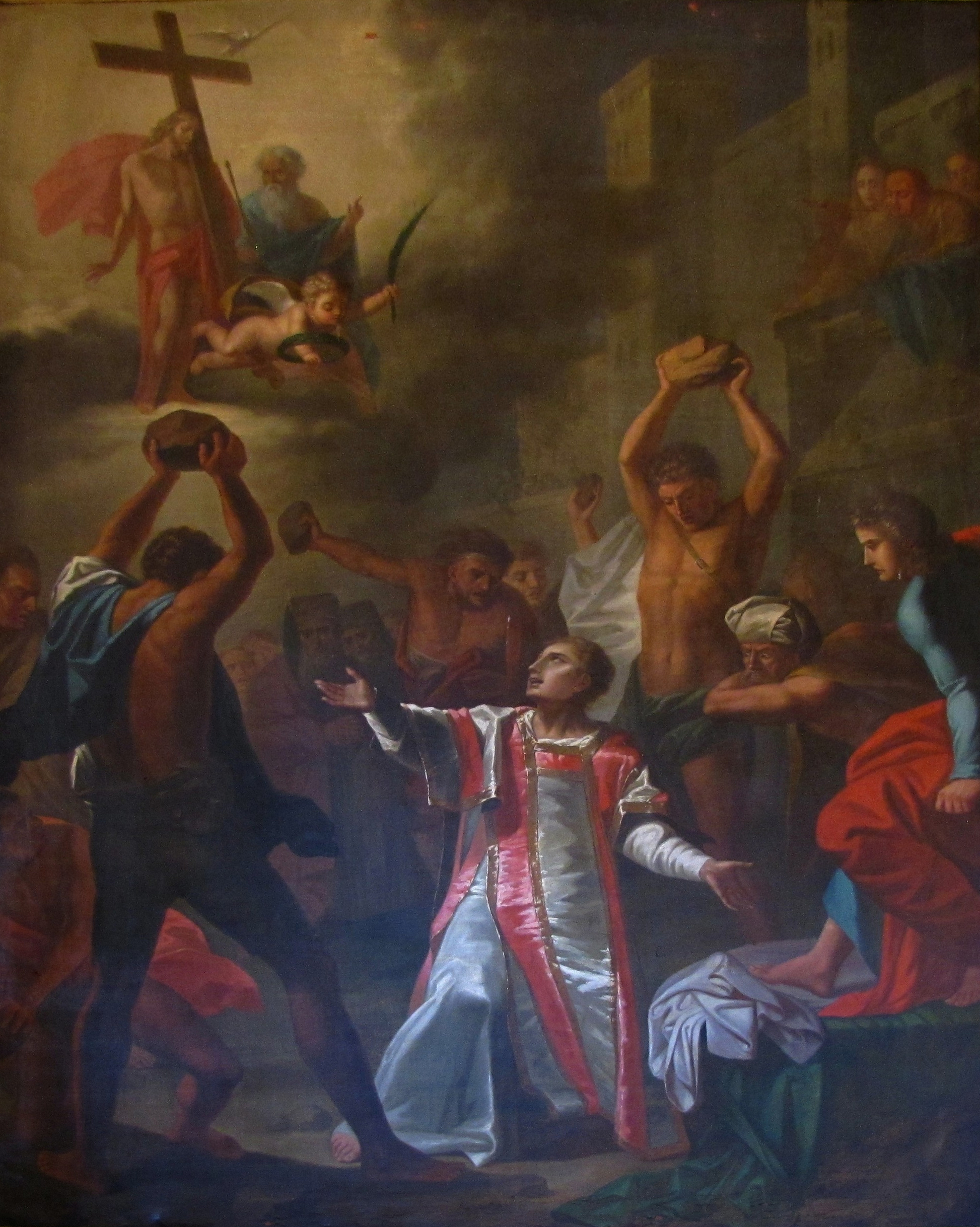